# Guánica
Guánica ist eine Küstenstadt im Südwesten Puerto Ricos.

## Geografie

### Geografische Lage
Guánica liegt an der Südküste der Insel, südlich von Sabana Grande, östlich von Lajas und westlich von Yauco. Die Entfernung zur Hauptstadt San Juan beträgt rund 160 km.

### Geologie
Die Stadt liegt an einem tief eingesenkten Hafen, der einem tropischen Fjord ähnelt, das nur eine Viertel-Meile breit und von der Mündung bis zur Stadt rund zwei Meilen lang ist und von zerklüfteten Hügel begrenzt ist.

### Ausdehnung des Stadtgebiets
Bei 21.888 Einwohnern (Stand: 2000) auf einer Fläche von 96 km² ergibt sich eine Bevölkerungsdichte von 230,6 Einwohnern pro km².

### Stadtgliederung
Guánica erstreckt sich über die sieben Stadtbezirke Arena, Caño, Carenero, Ciénaga, Ensenada, Montalva und Susuá Baja.
Das Stadtzentrum besteht aus fünf Straßen in Nord-Süd- und sieben Straßen in Ost-West-Richtung, weshalb Guánica auch als „el pueblo de las doce calles“ (die Stadt der zwölf Straßen) bekannt ist. Einer der 24 Blöcke ist die Plaza, die Grünflächen, Wege und einen Musikstand umfasst. Am Plaza befinden sich die katholische Kirche, das Rathaus, eine Schule und viele Läden. Die Kette Club Med scheiterte mit ihrem Plan, an den Stränden im Osten Luxusressorts zu errichten.

## Geschichte
Juan Ponce de León erreichte am 12. August 1508 den Hafen von Guánica und gründete eine Stadt namens Guaynía, was in der Sprache der indigenen Taíno so viel wie „Hier ist ein Ort mit Wasser“ bedeutet. Die Stadt, die als Hauptstadt der Insel Puerto Rico (hieß damals Isla de San Juan Bautista) galt, wurde durch den Aufstand der Einheimischen 1511 zerstört und einige Jahre lang von den Europäern aufgegeben. In dieser Zeit entwickelte sich San Juan zur Hauptstadt der Insel. Das neu gegründete Guánica gehörte zunächst zur Gemeinde Yauco, ehe sie am 13. März 1914 selbstständig wurde.
Am 25. Juli 1898 landeten im Rahmen des Spanisch-Amerikanischen Krieges Truppen der USA (unter der Leitung von General Nelson Appleton Miles und mit dem jungen Dichter Carl Sandburg) in Guánica. Diese Invasion, die zur Machtübernahme der USA in Puerto Rico führte, fand wegen des geschützten Hafens und der Nähe zu Ponce hier statt. Außerdem kam der Angriff hier überraschender als in der schwer geschützten Hauptstadt San Juan. Heute erinnert ein umstrittenes Monument am Ufer an die Invasion; an einer breiten Promenade (el malecón) sind in einem großen Korallenfelsen die Worte „3rd Battalion, 1st U.S.V. Engineers, Sept. 1898“ eingraviert.
Bei einem Erdbeben am 7. Januar 2020 wurden in der Stadt mehr als 150 Gebäude beschädigt oder zerstört.

## Politik

### Bürgermeister
Der Bürgermeister Martín Vargas Morales gehört der Popular Democratic Party an.

### Wappen, Flagge und Hymne
Das Wappen ist in vier Viertel unterteilt. Oben rechts erinnert eine bohio (Hütte) unter einer Krone an den Häuptling Agüeybaná, dessen Gebiet sich in dieser Region befand. Links daneben ist ein Löwe als Zeichen für Juan Ponce de León zu sehen. Die karierten Streifen vor einem silbernen Hintergrund in der Ecke unten rechts stehen für die Schilde von Don Cristóbal de Sotomayor, des Gründers der Stadt Tavara, die sich am Ort des heutigen Guánica befand. Die gestreiften Wellen symbolisieren die Bucht. Die Zweige, die den Schild umgeben, sind ein Zeichen für die Zuckerrohr-Industrie, die für die Region sehr wichtig war.
Die Flagge zeigt die blau-gelben Wellen aus dem Wappen.
Die Hymne wurde von José Luis Padilla verfasst.

„América es jardín del mundo;
Puerto Rico es el jardín de América,
América es jardín del mundo;
Puerto Rico es el jardín de América
Pero mis versos los dedico
a mi pueblito del alma
Guánica, Guánica
pueblo que es obra de Dios.
Su bahía de cristal,
sus valles verdes de caña;
adornando cual collar,
bordeando están sus montañas.
Guánica, Guánica
que es jardín de Puerto Rico;
Guánica, Guánica
pueblo que es obra de Dios.
Son sus playas, tan azul,
Playas gemelas del cielo;
Sus mujeres sasonáz...
con sabor dulce de caña.
Guánica, Guánica
que es jardín de Puerto Rico;
Guánica, Guánica
pueblo que es obra de Dios.
América es jardín del mundo;
Puerto Rico es el jardín de América,
Guánica, Guánica
es jardín de Puerto Rico.
Guánica, Guánica
pueblo que es obra de Dios.
Guánica, Guánica“

## Kultur und Sehenswürdigkeiten

### Bauwerke
Die wichtigsten Bauwerke in Guánica sind die Festung Caprón, die sich auf einem 140 Meter hohen Hügel im Osten der Stadt befindet, sowie die Haciendas Guánica und Santa Rita, das Old Lighthouse und die Zuckerrohr-Raffinerie.

### Parks

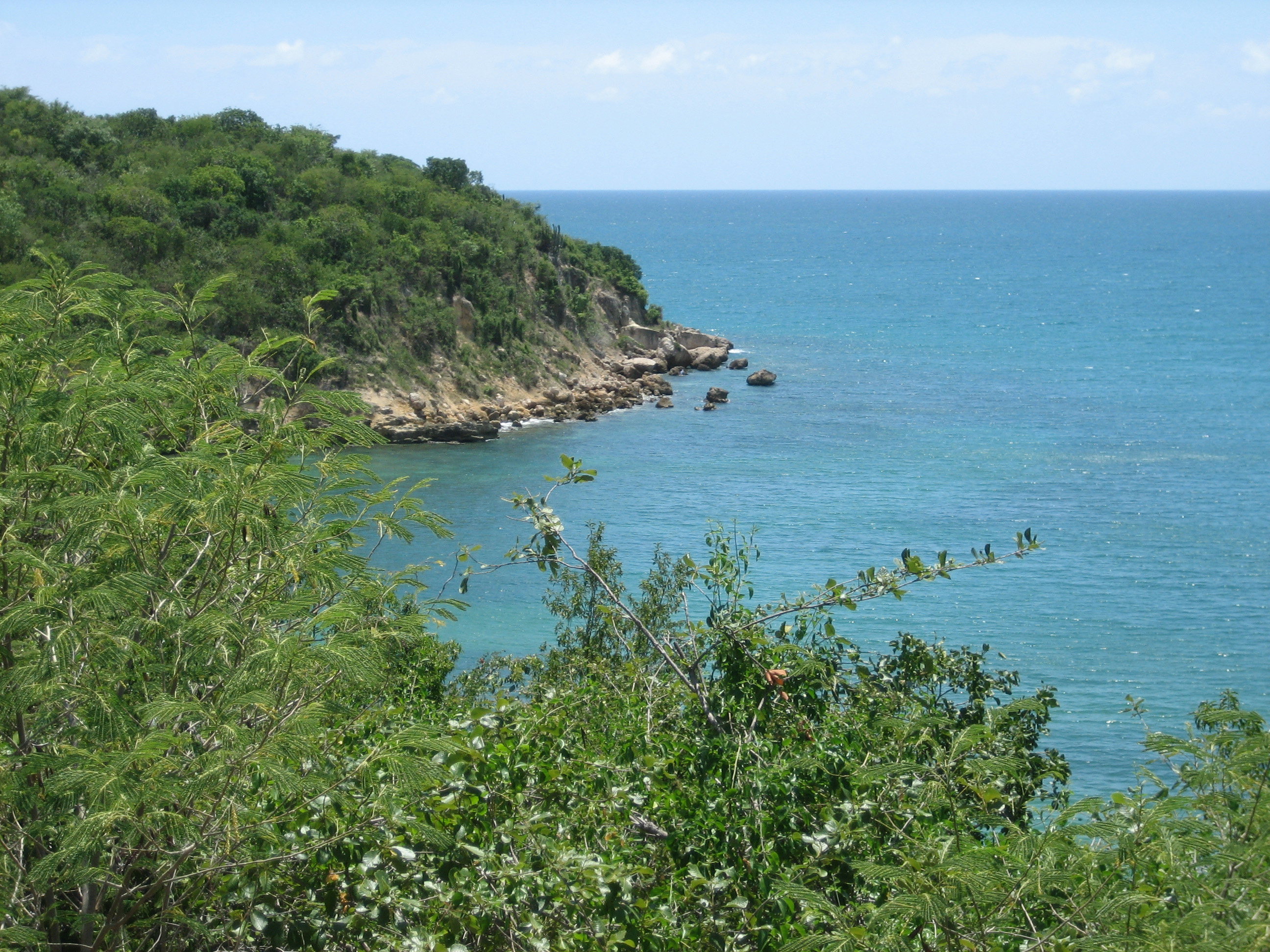
Biosphären-Reservat

Der Staatsforst von Guánica (Bosque Estatal de Guánica) umfasst auch ein kleines Trockenwald-Reservat, das 1981 zu einem internationalen Biosphären-Reservat erklärt wurde. Der Park ist auch als el bosque seco de Guánica bekannt.
In dem größtenteils intakten Trockenwald findet man die größte Anzahl an Vogelarten auf der Insel, von denen manche kaum an anderen Stellen existieren. Dazu zählen der puerto-ricanische Eidechsenkuckuck, der puerto-ricanische Specht, die puerto-ricanische Nachtschwalbe und der puerto-ricanische Smaragdkolibri. Andere Tiere, die man für ausgestorben hielt, tauchten in diesem Wald auf. Viele Kaktus-Arten gedeihen hier im Gegensatz zum üppigen Caribbean National Forest, einem tropischen Regenwald im Nordosten der Insel. Verantwortlich für den Kontrast ist das Gebirge Cordillera Central, das Guánica vom Nordosten trennt. Während dort 100 Inch Niederschlag pro Jahr fallen, gibt es in Guánica nur 30 und in einigen Teilen des Trockenwaldes sogar nur sechs.
36 Meilen lange Wanderwege durchziehen das 9500 Acre große Reservat, das vier Arten von Wald beinhaltet: Laubwald, eine Küstenregion mit baumgroßen Asclepias und neun Fuß hohen birnenförmigen Kakteen, einen Mahagoni-Wald und verdrehte Balsambaumgewächse. Zu den 700 Pflanzenarten zählen Akazien und Guajak, von denen ein Baum 500 bis 700 Jahre alt ist. Frösche sowie grüne und Lederschildkröten findet man ebenfalls, wobei deren Eier jedoch von den Mungos bedroht sind, die einst zur Bekämpfung von Ratten in den Zuckerrohrfeldern eingeführt worden waren.

### Naturdenkmäler
Guánica bietet neben der Bucht des Hafens und der Ballena Bay die Kaps Punta de Brea und Punta Jorobao sowie die Strände Azul, Manglillo, Playa Santa, Rosada und Serra.

### Regelmäßige Veranstaltungen
Im April findet das Fish-Festival statt. Im Juli feiert man das Patronsfest und die Parade zum 25. Juli. Im August wird Juan Ponce de León mit einem Fest geehrt.

## Wirtschaft und Infrastruktur

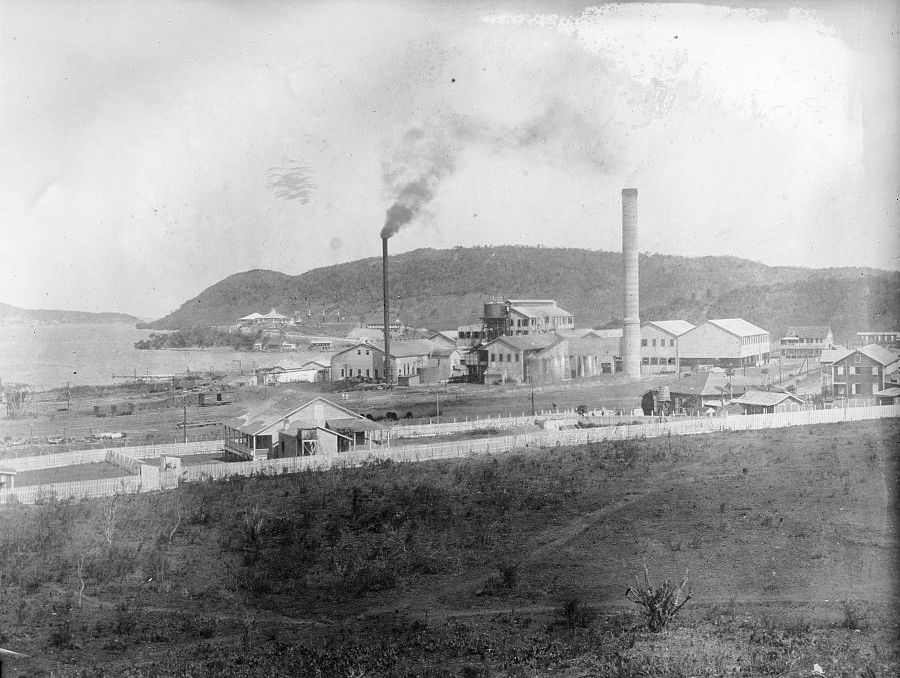
Zuckerrohrfabrik, 1910–35

Guánica ist von der Fischerei geprägt. Außerdem werden Salz und Zuckerrohr produziert. Die Industrie besteht hauptsächlich aus Textilfabriken.

## Persönlichkeiten

### Söhne und Töchter der Stadt
- Agripina Seda
- Domingo Bracero Hernández
- Domingo Suarez Cruz
- Jaime Cancel
- Lolita (Carmen Ramirez) Vargas – Sängerin, Schauspielerin und Lehrerin
- Luis A Nieves Lopez
- Maria Heliodora Vargas (1908–1991) – Autorin des Gedichts La Bandera de los Guaniqueňos
- Miguel A Morciglio
- Pedro Juan Vargas Mercado – Journalist und Historiker
- Pedro Vargas Rodríguez (1888–1930) – Journalist und Dichter
- Pedro Vinicio Vargas – Musiker und Sänger, komponierte Lieder über Puerto Rico und Guánica
- Pedro Santana
- Rose Franco (1932–unbekannt), erste weibliche Chief Warrant Officer im US Marine Corps aus Puerto Rico
- Víctor Ángel Sallaberry Safini
- Víctor Guillermo "Yomo" Toro Vega (1933–2012) – bekannt für die Verwendung des Cuatro in der Salsa-Musik, Mitglied der Fania All Stars